# Ursula Pellaton

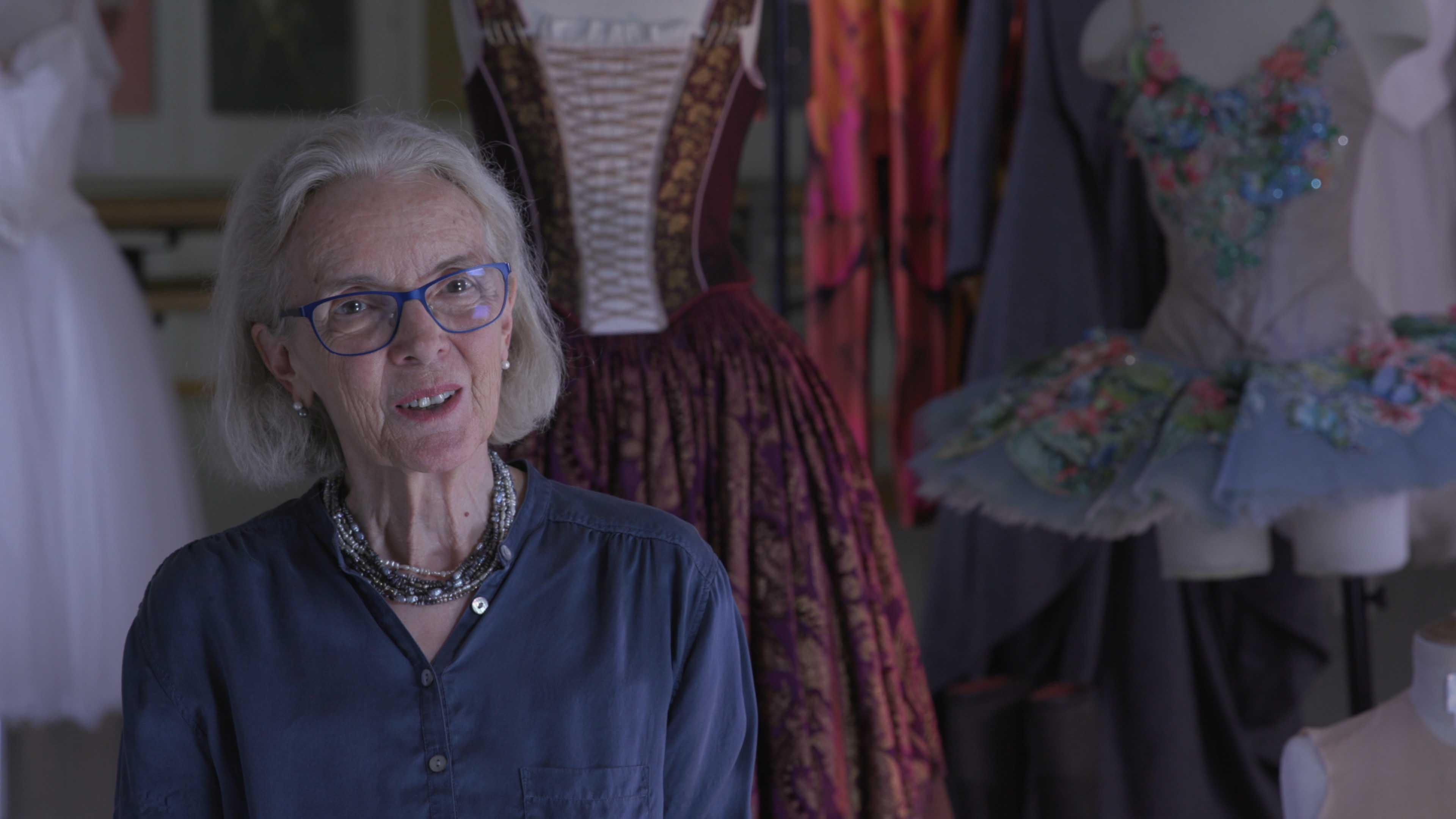
Ursula Pellaton (Oral history Interview, Stiftung SAPA, 2020)

Ursula Pellaton-Müller (* 1946 in Zürich) ist eine Schweizer Ballett-Kritikerin, Journalistin und ehemalige Dozentin für Tanzgeschichte an der Zürcher Hochschule der Künste und an der Zürcher Tanztheaterschule.

## Leben
Begonnen hat Ursula Pellatons Begeisterung für das klassische Ballett 1963 mit einer Aufführung von Giselle in Zürich. In den 1960er Jahren hatte sie die Gelegenheit, namhafte amerikanische Kompanien wie das New York City Ballet und die Martha Graham Dance Company in ihrer Heimatstadt Zürich zu erleben. Dies förderte ihre Leidenschaft für den Tanz und führte dazu, dass sie die Tanzgeschichte in der Schweiz erforschte. Sie suchte nach Quellen, analysierte und interpretierte, was zu ihrer Entwicklung als gefragte Tanzspezialistin mit einem ausgeprägten historischen Gespür und fundierten Kenntnissen führte. Ihr Credo ist die Maxime: «Wir versuchen zu begreifen, was uns ergreift.»

An der Universität Zürich studierte Pellaton im Hauptfach Germanistik, im Nebenfach Russistik und reiste für Recherchen zum russischen Ballett viele Male nach Sankt Petersburg. 1972 promovierte sie an der Universität Zürich bei Emil Staiger zu Goethes Singspielen.

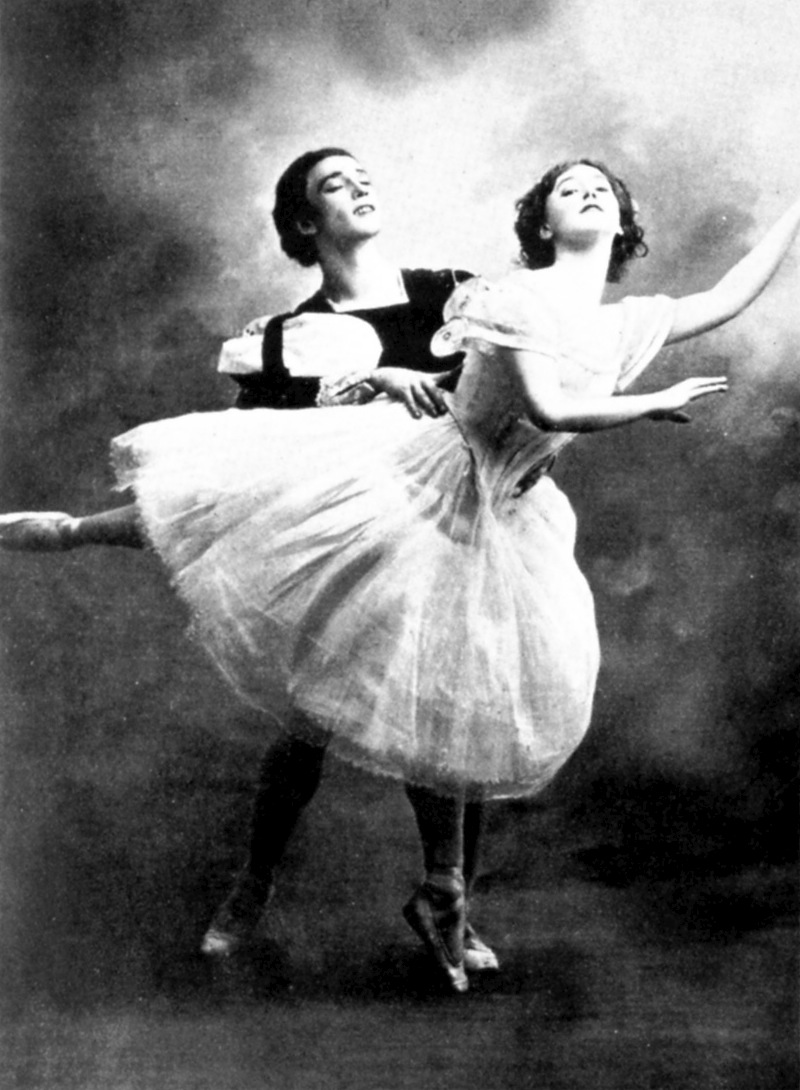
Giselle mit Tamara Karsawina und Vaslav Nijinsky (1934)

1974 ging Pellaton für ein Jahr in die Transkei im südlichen Afrika, wo ihr Mann in einem kleinen Spital als Arzt tätig war. Zurück in der Schweiz, liessen sich die beiden in Nürensdorf, zwischen Winterthur und Zürich, nieder. Dort begann Pellaton für Zeitungen zu schreiben, neben ihren Tätigkeiten für die Arztpraxis ihres Mannes und ihren Kindern. Erst als die Kinder älter waren, nahm sie das Angebot an, in der Schweizerischen Ballettberufsschule (SBBS), der späteren Tanzakademie Zürich (TaZ), an der Zürcher Hochschule der Künste zu unterrichten. Dort lehrte sie von 1996 bis 2011 Tanzgeschichte. Sie beobachtete und schrieb für die Tageszeitungen Landbote, Zürichsee-Zeitung, Neue Zürcher Zeitung sowie für Fachzeitschriften in der Schweiz und Deutschland.
Neben ihrer Tätigkeit für Festivals und Verbände konzipierte sie eine Ausstellung über den Ausdruckstänzer Sigurd Leeder, der eine ganze Generation von Schweizer Tanzschaffenden prägte. Pellaton veröffentlichte seit 1988 tanzhistorische Recherchen. Sie hat für das Theaterlexikon der Schweiz und das Historische Lexikon Schweiz gearbeitet und ist Gründungsmitglied der Archives suisses de la danse Lausanne und der mediathek tanz.ch in Zürich.
1998 wurde Pellaton die Vaslaw-Nijinsky-Medaille verliehen. Geehrt wurde sie für den «Beitrag zur Erhaltung des Erbes von Waslaw Nijinsky». In ihrer kritischen und in ihrer tanzhistorischen Tätigkeit hatte sich Pellaton mit der künstlerischen Leistung und dem persönlichen Schicksal Nijnskys auseinandergesetzt.
Pellaton wurde als «wandelndes Lexikon der Schweizer Tanzgeschichte» bezeichnet. Ihr Lebenswerk wurde in einem Oral-history-Projekt von SAPA gewürdigt und im Buch Ursula Pellaton – Tanz verstehen sowie zusammen mit dem Institut für Visuelle Kommunikation der Hochschule für Gestaltung und Kunst der Fachhochschule Nordwestschweiz in der Webapplikation Pellaton Experience publiziert. Beide Publikationen wurden mit dem Kulturerbe Tanz-Preis des Bundesamts für Kultur ausgezeichnet.

## Werke (Auswahl)
- Goethes Singspiele von 1775 bis 1786. Dissertation Universität Zürich, Zürich 1973.
- Unmissverständlicher Bewegungsausdruck: Trudi Schoop. In: Amelie Soyka (Hrsg.): Tanzen und tanzen und nichts als tanzen. Tänzerinnen der Moderne von Josephine Baker bis Mary Wigman. AvivA, Berlin 2004, ISBN 978-3-932338-22-9, S. 166–179.
- Sigurd Leeder, 1902–1981. Hrsg.: Schweizer Tanzarchiv, Zürich 2017.
- Artikel von Ursula Pellaton im Theaterlexikon der Schweiz (121 Einträge, Stand 2025)
- Presseartikel von und über Ursula Pellaton in e-newspaperarchives.ch